# Weckesheim
Weckesheim ist ein Stadtteil von Reichelsheim im südhessischen Wetteraukreis.

## Geographie

### Geographische Lage
Weckesheim liegt in der Wetterau 2 Kilometer westlich vom Hauptort Reichelsheim, zwischen Frankfurt am Main und Gießen, mitten im Herzen der „Goldenen Wetterau“ (etwa 30 Kilometer von Frankfurt entfernt). Im Süden grenzt Weckesheim an den Reichelsheimer Bergwerkssee.

### Nachbarorte
Weckesheim grenzt im Nordosten an Gettenau, ein Ortsteil von Echzell, im Osten an die Kleinstadt Reichelsheim, in die das Dorf eingegliedert ist. Im Süden befindet sich Dorn-Assenheim, im Westen Beienheim und im Nordwesten Melbach, welches zur Gemeinde Wölfersheim zählt.

### Natur
Weckesheim ist umgeben von Ackerflächen. Im Nordosten befindet sich zwischen Weckesheim und Gettenau das Naturschutzgebiet mit den zwei Seen Teufelsee und Pfaffensee. Im Süden der befindet sich der Bergwerkssee.

## Geschichte

### Urgeschichte
Das im Süden von Weckesheim gelegene Baugebiet »Am Heiligen Stein« wird seit Jahren archäologisch erschlossen. In den Jahren 2016 und 2018 ergaben sich Anhaltspunkte für eine Besiedlung während der mittleren Jungsteinzeit (rund 5000–4500 v. Chr.). Die Grabungen der Jahre 2021 sowie 2023/2024 bauten auf diesen Entdeckungen auf. Der etwa Ost-West-orientierte »schiffsförmige« Grundriss eines Langhauses mit einer Länge von etwa 32,0 m und einer Breite bis zu 8,7 m zählt zu den größeren seiner Art und lässt sich aufgrund der charakteristischen Grundrissform eindeutig der Rössener Kultur (4750–4600 v. Chr.) zuweisen.
Gräber aus der Eisenzeit (ca. 900 v. Chr.) deuten darauf hin, dass das Gebiet um Weckesheim schon in der Eisenzeit kurzzeitig bewohnt wurde. Da weitere Funde aus den nächsten Jahrhunderten ausbleiben gehen Forscher von einer nicht dauerhaften Besiedlung aus.
Nach den Kriegen zwischen Chatten und Römern um 10 n. Chr. blieben einige Römer in der Goldenen Wetterau sesshaft. Darauf deuten Funde in Echzell hin. Als die Römer sich aus den Limesgebieten zurückzogen, nahmen die Alamannen die Gegend in Besitz und wanderten vermutlich aus dem Norden ein. Anfang 2012 wurden bei Ausgrabungen in Reichelsheim Scherben, Knochen und römische und alamannische Keramik gefunden. Kleinere Vertiefungen wurden als Pfostenlöcher identifiziert. Sie deuten auf Häuser und Scheunen hin. Größter und spektakulärster Fund war das Skelett eines Pferdes. Bis auf eine Beschädigung des Kopfes, die vermutlich von einem Pflug stammte, war das Skelett nahezu komplett erhalten. Das Pferd war ordentlich niedergelegt, das Loch bewusst für das Tier gegraben. Ein ganz besonderer Fund war auch eine römische Münze, kaum ein Zentimeter groß, mit Prägungen auf beiden Seiten.

### Mittelalter
Das Mittelalter prägte Weckesheim vor allem in der näheren Umgebung des Lindenplatzes. Dort befinden sich viele Fachwerkhäuser.

#### Ersterwähnung
Die Gründung der Siedlung geht in fränkische Zeit zurück. Erwähnt wird der Ort erstmals als Weckesheim im Codex Eberhardi, allerdings ist dieses Dokument undatiert, es wird von der Forschung der Zeit um 1090 bis 1150 zugeordnet. Entstanden ist das Kopiar des Mönchs Eberhard im Kloster Fulda um 1160. Das Dorf wurde von den Franken auch „Weggoheim“ genannt. „Weggo“ kommt dabei von Schafhirte. Daher geht man davon aus, dass Weckesheim am Anfang ein Schafhof gewesen sein muss.
Bis 1255 war Weckesheim im Besitz der Herren von Münzenberg und fiel nach Aussterben dieser Linie durch Erbschaft an die Herren von Falkenstein. Am 22. März 1270 wird der Ort als Wekesheim erwähnt. In der Urkunde heißt es: „Philippus et Werherus, fratres juniores de Valkenstein, nobiles, … bonis nostris in Wekensheim … duos mansos et tria jugeria cum … , Frideberto Juveni, civi Fridebergensis“ Übersetzung: Die Brüder Philipp der Jüngere und Werner der Jüngere von Falkenstein, Adlige, belehnen Fridebert Jung, Bürger in Friedberg, 2 Hufen oder Mansen und einige Joche in Weckesheim.
Ab 1419 ging das Dorf an die Grafen von Solms, in deren Besitz es bis zum Ende des Heiligen Römischen Reichs 1806 verblieb, als es dann an das Großherzogtum Hessen fiel.

### Neuzeit

#### Gerichte seit 1803
In der Landgrafschaft Hessen-Darmstadt wurde mit Ausführungsverordnung vom 9. Dezember 1803 das Gerichtswesen neu organisiert. Für die Provinz Oberhessen wurde das Hofgericht Gießen als Gericht der zweiten Instanz eingerichtet. Die Rechtsprechung der ersten Instanz wurde durch die Ämter bzw. Standesherren vorgenommen und somit war für Weckesheim ab 1806 das „Patrimonialgericht der Fürsten Solms-Braunfels“ in Wölfersheim zuständig. Das Hofgericht war für normale bürgerliche Streitsachen Gericht der zweiten Instanz, für standesherrliche Familienrechtssachen und Kriminalfälle die erste Instanz. Die zweite Instanz für die Patrimonialgerichte waren die standesherrlichen Justizkanzleien. Übergeordnet war das Oberappellationsgericht Darmstadt.
Mit der Gründung des Großherzogtums Hessen 1806 wurde diese Funktion beibehalten, während die Aufgaben der ersten Instanz 1821–1822 im Rahmen der Trennung von Rechtsprechung und Verwaltung auf die neu geschaffenen Land- bzw. Stadtgerichte übergingen. Ab 1822 ließen die Fürsten Solms-Braunfels ihre Rechte am Gericht durch das Großherzogtum Hessen in ihrem Namen ausüben. „Landgericht Hungen“ war daher die Bezeichnung für das erstinstanzliche Gericht, das für Weckesheim zuständig war. Auch auf sein Recht auf die zweite Instanz, die durch die Justizkanzlei in Hungen ausgeübt wurde, verzichtete der Fürst 1823. Erst infolge der Märzrevolution 1848 wurden mit dem „Gesetz über die Verhältnisse der Standesherren und adeligen Gerichtsherren“ vom 15. April 1848 die standesherrlichen Sonderrechte endgültig aufgehoben.
Anlässlich der Einführung des Gerichtsverfassungsgesetzes mit Wirkung vom 1. Oktober 1879, infolge derer die bisherigen großherzoglich hessischen Landgerichte durch Amtsgerichte an gleicher Stelle ersetzt wurden, während die neu geschaffenen Landgerichte nun als Obergerichte fungierten, kam es zur Umbenennung in „Amtsgericht Hungen“ und Zuteilung zum Bezirk des Landgerichts Gießen. Gleichzeitig kam Weckesheim zum Bereich des Amtsgerichts Friedberg. In der Bundesrepublik Deutschland sind die übergeordneten Instanzen das Landgericht Gießen, das Oberlandesgericht Frankfurt am Main sowie der Bundesgerichtshof als letzte Instanz.

#### Bergbau
Als zu Beginn des 19. Jahrhunderts im Horloffgraben Braunkohlevorkommen entdeckt wurden, erließ Großherzog Ludwig I. von Hessen-Darmstadt eine Verordnung, wonach Braunkohle für Heizzwecke gefördert werden sollte. Im Jahr 1842 wurde in Weckesheim die erste Braunkohlengrube in Betrieb genommen. Die Braunkohle wurde im Untertagebau gewonnen und mittels Seilwinden zu Tage gefördert. Hier wurde sie zu viereckigen Klötzen geformt, auf Gerüsten getrocknet und als Brennmaterial an die Bevölkerung der Umgebung verkauft. Mit dem Beginn des Bergbaues in Weckesheim änderten sich die sozialen Strukturen des Dorfes. Seit Jahrhunderten ausschließlich durch die Landwirtschaft geprägt, kam die Gemeinde nun unter den Einfluss der zahlreichen Bergarbeiterschaft. Der Bergbau, der das Leben des Dorfes Weckesheim beinahe 150 Jahre beeinflusst hat, fand mit dem Auskohlen der Wetterauer Braunkohlevorkommen im Jahre 1991 sein Ende.

#### Erster und Zweiter Weltkrieg
In den beiden Weltkriegen spielte Weckesheim keine große Rolle. Weckesheim blieb weitgehend von den Kriegshandlungen des Zweiten Weltkriegs verschont. Es gab wichtigere taktische Ziele als das kleine landwirtschaftlich geprägte Dorf in der Wetterau. Auch die einmarschierenden alliierten Truppen bewegten sich meist östlich und westlich an Weckesheim vorbei. Es ist überliefert, dass zu Beginn der 1930er Jahre die nationalistischen Kräfte in den umliegenden Gemeinden schon eine große Anhängerschaft hatten; die Weckesheimer jedoch vertrieben die Nazis aus ihrem Dorf. Auch nach dem Zweiten Weltkrieg sprach man gelegentlich vom „roten Weckesheim“.

### Hessische Gebietsreform 1972
Im Zuge der Gebietsreform in Hessen wurde kraft Landesgesetzes am 1. August 1972 die Gemeinde Weckesheim in die Stadt Reichelsheim in der Wetterau eingegliedert.

### Verwaltungsgeschichte im Überblick
Die folgende Liste zeigt die Staaten und Verwaltungseinheiten, denen Weckesheim angehört(e):
- vor 1742: Heiliges Römisches Reich, Grafschaft Solms-Braunfels, Herrschaft Münzenberg, Amt Wölfersheim
- ab 1742: Heiliges Römisches Reich, Fürstentum Solms-Braunfels, Herrschaft Münzenberg, Amt Wölfersheim
- ab 1806: Großherzogtum Hessen (Souveränitätslande),[Anm. 2] Fürstentum Oberhessen, Amt Wölfersheim (zur Standesherrschaft Solms gehörig)[14]
- ab 1815: Großherzogtum Hessen (Souveränitätslande), Provinz Oberhessen, Amt Wölfersheim (zur Standesherrschaft Solms gehörig)[15]
- ab 1820: Großherzogtum Hessen (Souveränitätslande), Provinz Oberhessen, Amt Wölfersheim[Anm. 3]
- ab 1822: Großherzogtum Hessen, Provinz Oberhessen, Landratsbezirk Hungen[16][Anm. 4]
- ab 1841: Großherzogtum Hessen, Provinz Oberhessen, Kreis Hungen
- ab 1848: Großherzogtum Hessen, Regierungsbezirk Friedberg
- ab 1852: Großherzogtum Hessen, Provinz Oberhessen, Kreis Friedberg
- ab 1867: Norddeutscher Bund,[Anm. 5]  Großherzogtum Hessen, Provinz Oberhessen, Kreis Friedberg
- ab 1871: Deutsches Reich, Großherzogtum Hessen, Provinz Oberhessen, Kreis Friedberg
- ab 1874: Deutsches Reich, Großherzogtum Hessen, Provinz Oberhessen, Kreis Friedberg
- ab 1918: Deutsches Reich (Weimarer Republik), Volksstaat Hessen, Provinz Oberhessen, Kreis Friedberg
- ab 1945: Amerikanische Besatzungszone,[Anm. 6] Groß-Hessen, Regierungsbezirk Darmstadt, Kreis Friedberg
- ab 1949: Bundesrepublik Deutschland, Land Hessen (seit 1946), Regierungsbezirk Darmstadt, Kreis Friedberg
- ab 1972: Bundesrepublik Deutschland, Land Hessen, Regierungsbezirk Darmstadt, Wetteraukreis, Stadt Reichelsheim[Anm. 7]

## Bevölkerung

### Einwohnerstruktur 2011
Nach den Erhebungen des Zensus 2011 lebten am Stichtag dem 9. Mai 2011 in Weckesheim 1086 Einwohner. Darunter waren 48 (4,4 %) Ausländer. Nach dem Lebensalter waren 171 Einwohner unter 18 Jahren, 453 zwischen 18 und 49, 231 zwischen 50 und 64 und 234 Einwohner waren älter. Die Einwohner lebten in 444 Haushalten. Davon waren 102 Singlehaushalte, 132 Paare ohne Kinder und 168 Paare mit Kindern, sowie 39 Alleinerziehende und 3 Wohngemeinschaften. In 90 Haushalten lebten ausschließlich Senioren und in 279 Haushaltungen lebten keine Senioren.

### Einwohnerentwicklung
| Weckesheim: Einwohnerzahlen von 1834 bis 2022 | Weckesheim: Einwohnerzahlen von 1834 bis 2022 | Weckesheim: Einwohnerzahlen von 1834 bis 2022 | Weckesheim: Einwohnerzahlen von 1834 bis 2022 | Weckesheim: Einwohnerzahlen von 1834 bis 2022 |
| --- | --------------------------------------------- | --------------------------------------------- | --------------------------------------------- | --------------------------------------------- |
| Jahr |                                               |                                               |                                               | Einwohner                                     |
| 1834 | 1834                                          |                                               | 287                                           | 287                                           |
| 1840 | 1840                                          |                                               | 340                                           | 340                                           |
| 1846 | 1846                                          |                                               | 399                                           | 399                                           |
| 1852 | 1852                                          |                                               | 397                                           | 397                                           |
| 1858 | 1858                                          |                                               | 396                                           | 396                                           |
| 1864 | 1864                                          |                                               | 399                                           | 399                                           |
| 1871 | 1871                                          |                                               | 407                                           | 407                                           |
| 1875 | 1875                                          |                                               | 388                                           | 388                                           |
| 1885 | 1885                                          |                                               | 383                                           | 383                                           |
| 1895 | 1895                                          |                                               | 368                                           | 368                                           |
| 1905 | 1905                                          |                                               | 362                                           | 362                                           |
| 1910 | 1910                                          |                                               | 392                                           | 392                                           |
| 1925 | 1925                                          |                                               | 431                                           | 431                                           |
| 1939 | 1939                                          |                                               | 603                                           | 603                                           |
| 1946 | 1946                                          |                                               | 899                                           | 899                                           |
| 1950 | 1950                                          |                                               | 931                                           | 931                                           |
| 1956 | 1956                                          |                                               | 902                                           | 902                                           |
| 1961 | 1961                                          |                                               | 911                                           | 911                                           |
| 1967 | 1967                                          |                                               | 971                                           | 971                                           |
| 1970 | 1970                                          |                                               | 957                                           | 957                                           |
| 1980 | 1980                                          |                                               | ?                                             | ?                                             |
| 1990 | 1990                                          |                                               | ?                                             | ?                                             |
| 2000 | 2000                                          |                                               | ?                                             | ?                                             |
| 2011 | 2011                                          |                                               | 1.086                                         | 1.086                                         |
| 2022 | 2022                                          |                                               | 1.225                                         | 1.225                                         |
| Datenquelle: Historisches Gemeindeverzeichnis für Hessen: Die Bevölkerung der Gemeinden 1834 bis 1967. Wiesbaden: Hessisches Statistisches Landesamt, 1968. Weitere Quellen: LAGIS; Zensus 2011; 2022 |                                               |                                               |                                               |                                               |

### Historische Religionszugehörigkeit
- 1961: 730 evangelische (= 80,13 %), 176 katholische (= 19,32 %) Einwohner[1]

## Religion

### Evangelische Kirchengemeinde
Die evangelisch-reformierte Kirchengemeinde hat eine Kirche, deren Chorraum in das 13. Jahrhundert datiert wird. Später wurde das Kirchenschiff mit Empore und Orgelempore angebaut.
Weckesheim war früher eine Filialkirche der Kirchengemeinde Melbach, wurde mit Einführung der reformierten Konfession Filiale von Wölfersheim und ist heute pfarramtlich verbunden mit Beienheim.

### Katholische Kirchengemeinde
Weckesheim gehört zusammen mit Reichelsheim, Dorn-Assenheim und Bauernheim zur Pfarrei St. Maria Magdalena Dorn-Assenheim. Zusammen mit Florstadt und Wickstadt bilden sie eine Pfarrgruppe. Seit dem 1. Dezember 2011 ist Markus Stabel Pfarrer der Pfarrgruppe. Der Gottesdienst findet hauptsächlich in Florstadt, Dorn-Assenheim und Assenheim statt.

## Sehenswürdigkeiten
- Gesamtanlage Weckesheim
- Lustgartenstraße 1, ehemaliges Wasserschloss
- Borngasse 1
- Mittelgasse 7
- Reichelsheimer Straße, Bahnhof
- Sommerbachstraße 1, Zehntscheune
- Sommerbachstraße 3, Brunnen
- Sommerbachstraße 5, evangelische Kirche
- Sommerbachstraße 8, historisches Fachwerkhaus (Baujahr 1687)
- Teufelssee und Pfaffensee, Naturschutzgebiet
- Sommerbach-Ortenberggraben

## Wirtschaft und Infrastruktur

### Verkehr
Der Haltepunkt Weckesheim liegt an der Bahnstrecke Beienheim–Schotten und verfügte bis 2016 über einen schmalen Hausbahnsteig. Der Bahnhof hat ein typisch ländliches Bahnhofsgebäude, das lange Zeit vom Ortsverband Reichelsheim des Deutschen Roten Kreuzes genutzt wurde und heute in Privatbesitz ist. 2016 wurde der Haltepunkt modernisiert und ca. 200 Meter weiter westlich neu gebaut.
Weckesheim wird durch die Landesstraße 3186 geteilt. Der öffentliche Personennahverkehr wird durch die Buslinien 5155 und 210 sichergestellt. Die Bushaltestellen befinden sich in der Reichelsheimer Straße auf der Höhe des ehemaligen Bahnhofgebäudes und in der Borngasse.

### Öffentliche Einrichtungen
Im Ort gibt es den Kindergarten Flohkiste und ein Bergbaumuseum im Bürgerhaus Weckesheim. Im Norden befindet sich der Friedhof.
Feuerwehr und Deutsches Rotes Kreuz
Die Freiwillige Feuerwehr Weckesheim ist in der Schulstraße in einem 2005 eingeweihten Feuerwehrhaus untergebracht. Der Feuerwehr stehen zwei Fahrzeugboxen zur Verfügung, welche mit einem Löschfahrzeug 10 Katastrophenschutz (LF10-KatS) und dem Einsatzleitwagen (ELW) des Stadtgebietes ausgestattet ist.
In dem ehemaligen Feuerwehrhaus in der Lustgartenstraße ist seit 2005 der Ortsverband Reichelsheim des Deutschen Roten Kreuzes untergebracht. Das DRK-Team stellt im Katastrophenschutz des Landes Hessens mit 3 Rettungsfahrzeugen einen Transporttrupp im 3. Sanitätszug und einen Betreuungstrupp im 1. Betreuungszug.